# Kirguistán en los Juegos Olímpicos de Sídney 2000
Kirguistán estuvo representado en los Juegos Olímpicos de Sídney 2000 por un total de 48 deportistas, 35 hombres y 13 mujeres, que compitieron en 9 deportes.
El portador de la bandera en la ceremonia de apertura fue el luchador Raatbek Sanatbayev.

## Medallistas
El equipo olímpico kirguís obtuvo las siguientes medallas:
| Nombre         | Deporte | Competición |
| -------------- | ------- | ----------- |
| Oro            |         |             |
| —              |         |             |
| Plata          |         |             |
| —              |         |             |
| Bronce         |         |             |
| Aidyn Smagulov | Judo    | –60 kg M    |